# C-60
La autopista C-60 es una autopista autonómica catalana, en España de la provincia de Barcelona que comunica Mataró, con Granollers. Con una longitud de 14 km, empieza en el norte de Mataró con la conexión de la Autopista del Maresme  C-32  y termina en Granollers con la conexión de la Autopista del Mediterráneo  AP-7 .
Antes del cambio de denominación era conocida como la  B-40 .
En el trazado de la autopista encontramos el túnel de Parpers (1992 metros) para salvar el antiguo puerto de montaña con el mismo nombre en la cordillera Litoral.

## Tramos
| Denominación | Tramo                         | km | Año servicio |
| ------------ | ----------------------------- | -- | ------------ |
| C-60         | Mataró C-32 - Granollers AP-7 | 14 | 1995         |

## Salidas / Enlaces
| Nº de Salida        | Nombre de Salida                                          | Carretera con que enlaza |
| ------------------- | --------------------------------------------------------- | ------------------------ |
| Origen de autopista | Mataró / Cabrera de Mar                                   | C-32                     |
| 1                   | Argentona centro                                          | C-1415c                  |
| 4                   | Argentona norte, Orrius y Dosríus                         | C-1415c                  |
| Túnel Parpers       |                                                           |                          |
| 8                   | La Roca del Vallés / Cardedeu (Servicio)                  | BV-5105                  |
| Fin de autopista    | Autopista del Mediterráneo (Francia - Gerona / Barcelona) | AP-7                     |